# Vasilij II av Moskva
Vasilij II av Storfurstendömet Moskva (Василий II) född 1415 död 1462 var storfurste av Moskva 1425–1462. 

## Biografi
Vasilij II av Moskva var son till Vasilij I och Sofia av Litauen.
Vasilij var bara 10 år gammal när hans far dog. Fadern testamenterade till sin son inte bara Moskvafurstendömet utan också storfurstendömet Vladimir. På den tiden ärvdes makten över storfurstendömet inte av sonen, utan av den äldste i släkten. Vasilij I:s far Dmitrij Donskoj var först med att bryta mot den regeln, när han testamenterade sin storfurstetitel till sin son. Vasilij I följde i sin fars fotspår. Men gamla traditioner dör inte snabbt. Efter Vasilij I:s död förklarade sig hans bror Jurij Dmitrijevitj ha rätt till både furstendömet Moskva och storfurstendömet Vladimir. Efter en tid kom furstarna överens om att lösa tvisten i Gyllene horden. Men Gyllene horden hade egna liknande problem – khanerna byttes nästan varje dag.
Jurij Dmitrijevitj tröttnade på att vänta och inledde en krigisk expedition mot sin brorson Vasilij II som blev tvungen att åka till Gyllene horden. Där hade han tur – år 1432 fick han licensen till storfurstetiteln. Men Jurij Dmitrijevitj ville inte acceptera khanens beslut och år 1433 intog han Moskva, tillfångatog Vasilij II:s mor och gemål samt utropade sig själv som storfurste. Efter hans död utropade sig sonen Vasilij Jurjevitj Kosoj (Vindögd) till storfurste. Hans egna bröder vägrade dock erkänna hans överhet och fördrev honom från Moskva år 1434.
Förutom problem med släkten hade Vasilij II problem med tatarerna. År 1439 efter tatarernas räd till Rus blev Vasilij II fången i Gyllene horden men lyckades köpa ut sig.
År 1439 anslöts furstendömet Vladimir till Moskvafurstendömet och Moskva blev storfurstendöme.
Vasilij hann knappt lösa problemet med en kusin, när en annan kusin började med nya groll. År 1446 ordnade Dmitrij Jurjevitj Sjemjaka en kupp: en del av hans vapenbröder ockuperade Moskva, en annan del intog klostret där Vasilij befann sig för att be. Sjemjaka inte bara tog Vasilij till fånga, utan beordrade också att sticka ut ögonen på honom och sen skicka honom till Uglitj. Efter bländningen fick Vasilij tillnamnet "Den mörke", vilket syftade på den som levde i mörker.
År 1447 samlade Vasilij II de som var honom trogna och återtog makten. Historiker förklarar hans framgång med att Vasilij II av det ryska folket ansågs som den enda rättmätige härskaren.
Vasilij II bidrog till valet av den nya metropoliten. År 1448 valdes metropoliten av ryska biskopar och den rysk-ortodoxa kyrkan blev oberoende av patriarken i Konstantinopel. Han arbetade mycket på utvidgningen av Moskvafurstendömet.
Med sitt livs bittra erfarenhet ville Vasilij II vara säker på att efter hans död skulle ingen ifrågasätta hans sons rätt till storfurstetiteln. Därför förklarade han sin son Ivan III som storfurste och sin medhärskare.